# Ernst Hartert

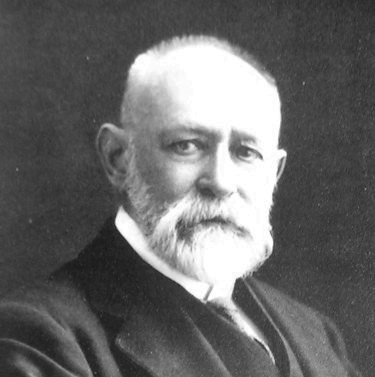

Ernst Johann Otto Hartert (Hamburg, 29 oktober 1859 – Berlijn, 11 november 1933) was een Duitse ornitholoog.
Hartert was tussen 1892 tot 1929 de conservator vogels van het zoölogisch museum van Lionel Walter Rothschild in Tring. Een decennialange vriendschap - ondanks hun verschil van inzicht over het begrip soort en de indeling van dieren - verbond hem met de diersystematicus Otto Kleinschmidt.
Samen met Rothschild publiceerde hij tussen 1894 en 1929 het museumtijdschrift Novitates Zoologicae. Hij was de auteur van Die Vögel der paläarktischen Fauna (De vogels van de palearctische fauna). Verder schreef hij samen met F.C.R. Jourdain, N.F. Ticehurst (1873-1960) en H. Witherby (1873-1943) de List of British Birds. In opdracht van het museum van Lord Rothschild ondernam hij reizen naar India, Afrika en Zuid-Amerika. In 1930 keerde Hartert terug naar Berlijn, waar hij in 1933 stierf.
Hartert beschreef 12 vogelgenera en 164 vogelsoorten die nog steeds op de 2023 IOC World Bird List prijken, waarvan 33 soorten samen met Rothschild.  Hieronder zijn bijvoorbeeld de waaierstaartraaf (Corvus rhipidurus), sularupsvogel (Edolisoma sula), de bergbuizerd (Buteo oreophilus) en de reuzensalangaan (Hydrochous gigas).
Als eerbetoon werd een aantal diersoorten naar hem vernoemd zoals de Peruaanse eksterstaart (Phlogophilus harterti), duifkikkerbek (Batrachostomus harterti) en de Boliviaanse aardkruiper (Tarphonomus harterti).

## Publicaties (selectie)
Naast de talrijke artikelen in Novitates Zoologicae was Hartert betrokken bij de publicatie van de volgende boeken:
- 1891: Katalog der Vogelsammlung im Museum der Senckenbergischen Naturforschenden Gesellschaft in Frankfurt am Main
- 1897: Podargidae, Caprimulgidae und Macropterygidae
- 1897: Das Tierreich
- 1900: Trochilidae
- 1902: Aus den Wanderjahren eines Naturforschers: Reisen und Forschungen in Afrika, Asien und Amerika, nebst daran anknüpfenden, meist ornithologischen Studien
- 1903: Ueber die Pipriden-Gattung Masius Bp.
- 1910–1922: Die Vögel der paläarktischen Fauna: Systematische Übersicht der in Europa, Nord-asien und der Mittelmeerregion vorkommenden Vögel. Drie delen.
- 1920: Die Vögel Europas

- Gemeinsame Normdatei: 116490462
- International Standard Name Identifier: 0000 0001 0969 0982
- Library of Congress Control Number: no95002335
- Nederlandse Thesaurus van Auteursnamen: 161355846
- Istituto Centrale per il Catalogo Unico: RMSV460822
- SNAC: w6c86s17
- Système universitaire de documentation: 121937909
- Trove: 1497457
- Virtual International Authority File: 47514792
- WorldCat: E39PBJg4mqhKYW9Fbw79XYwKVC